# Herpetogramma theseusalis
Herpetogramma theseusalis là một loài bướm đêm trong họ Crambidae.